# Katarina Krišto
Katarina Krišto (* 20. März 2002 in Split) ist eine kroatische Judoka. Sie trägt den 1. Dan.

## Sportliche Karriere
Krišto gewann 2021 die Junior-Europameisterschaft in Coque, Luxemburg. Bei der Junior-Weltmeisterschaft in Olbia, Italien holte sie Bronze. Beim Grand Prix in Duschanbe holte sie die Goldmedaille mit einem Sieg im Finale über die Spanierin Sarai Padilla Guerrero.
Beim Grand Slam Paris im Jahr 2024 unterlag sie im Finale gegen die Französin Clarisse Agbegnenou und holte die Silbermedaille. Beim Grand Slam in Astana im gleichen Jahr bezwang sie im Halbfinale die Kroatin Iva Oberan und im Finale die Slowenin Andreja Leški und holte so die Goldmedaille.
2024 nahm Katarina Krišto das erste Mal an den Olympischen Spielen teil. Sie besiegte in der Qualifikationsrunde die Zentralafrikanerin Nadia Guimendego, im Achtelfinale die Japanerin Miku Takaichi und im Viertelfinale die Südkoreanerin Kim Ji-su. Im Halbfinale unterlag sie der Mexikanerin Prisca Awiti Alcaraz. Im Kampf um die Bronzemedaille gegen die Kosovarin Laura Fazliu wurde ihr zuerst ein Waza'ari gegeben und damit der Sieg. Dieser wurde jedoch zurückgenommen und Krišto bekam für einen verbotenen Beingriff den dritten Shido, womit Laura Fazliu den Sieg und die Bronzemedaille bekam.